# Іодро
Іодро (рос. Иодро) — село Онгудайського району, Республіка Алтай Росії. Входить до складу Інінського сільського поселення.
Населення — 270 осіб (2015 рік).

## Географія
Село розташоване за 32 кілометри від адміністративного центру сільського поселення — Іні.